# An Lễ
An Lễ là một xã thuộc huyện Quỳnh Phụ, tỉnh Thái Bình, Việt Nam.
Xã An Lễ có diện tích 5,05 km², dân số năm 1999 là 6092 người, mật độ dân số đạt 1206 người/km².
Bao gồm 4 thôn: 
| Thôn Đào Động  | 413682 |
| Thôn Đồng Bằng | 413683 |
| Thôn Đồng Hưng | 413684 |
| Thôn Đồng Phúc | 413681 |